# Chloroperla breviata
Chloroperla breviata är en bäcksländeart som beskrevs av Luisa Eugenia Navas 1918. Chloroperla breviata ingår i släktet Chloroperla och familjen blekbäcksländor. Inga underarter finns listade i Catalogue of Life.